# Ussat
Ussat település Franciaországban, Ariège megyében. Lakosainak száma 308 fő (2022. január 1.). Ussat Arnave, Niaux, Ornolac-Ussat-les-Bains és Tarascon-sur-Ariège községekkel határos.

## Népesség
A település népessége az elmúlt években az alábbi módon változott:
| Lakosok száma | 231  | 281  | 317  | 327  | 344  | 338  | 322  | 317  | 310  | 308  |
|               | 1968 | 1982 | 1990 | 2006 | 2013 | 2015 | 2017 | 2019 | 2020 | 2022 |